# Fatehah Mustapa
Fatehah Mustapa (Terengganu, 12 de març de 1989) és una ciclista malàisia especialista en pista retirat.
Va competir a la cursa keirin als Jocs Olímpics d'estiu de 2012, on va quedar 15ena. Als Jocs de la Commonwealth de 2014, va assolir la cursa per la medalla de bronze en l'esprint femení que va perdre 2-0 davant Jess Varnish. També va acabar 5a en la prova a contrarellotge femenina de 500 m. Als Jocs Olímpics de 2016, va competir en l'esprint femení. Va acabar al 21è lloc a la ronda de classificació.

## Palmarès
- 2012
  - Campiona d'Àsia en Keirin
- 2013
  - Campiona d'Àsia en Velocitat